# Сура Ат-Тахрім
Сура Ат-Тахрім (араб. سورة التحريم‎) або Заборона — шістдесят шоста сура Корану. Мединська, містить 12 аятів.